# Upunusa Tholus
Upunusa Tholus is een heuvel op de planeet Venus. Upunusa Tholus werd in 1985 genoemd naar Upunusa, godin van de aarde op de Leti- en Babareilanden (Indonesië).
De heuvel heeft een diameter van 223 kilometer en bevindt zich in het quadrangle Metis Mons (V-6).